# Young Blues
Young Blues — второй студийный альбом американского джазового органиста Ларри Янга. Альбом записан 30 сентября 1960 года, спустя менее чем два месяца после записи Testifying, на студии Руди Ван Гелдера в Энглвуд-Клифс, Нью-Джерси. В названии альбома, который открывается одноимённой композицией, лежит своеобразная игра слов, указывающая на фамилию музыканта, но также означающая и «молодой блюз» — на момент записи Ларри Янгу только исполнилось 20 лет.

## Особенности
В ансамбле с Ларри играют гитарист Торнел Шварц (Thornel Schwartz) и барабанщик Джимми Смит (Jimmie Smith, не путать с органистом Джимми Смитом), которые участвовали и в записи Testifying. Также к трио присоединился контрабасист Венделл Маршалл (Wendell Marshall). Это единственный среди альбомов Янга 1960-х годов с участием басиста — как правило, органист сам исполнял басовую линию при помощи ножной клавиатуры органа.

## Отзывы
Allmusic поставил альбому 4½ из 5 баллов. Скотт Яноу назвал альбом «лучшим из раннего периода музыканта, прежде чем он совершенно отбросил влияние Джимми Смита».
Пользователи Rate Your Music оценили альбом в 3.74 из 5 баллов (20 оценок).

## Список композиций
| №  | Название                                           | Автор(ы)         | Длительность |
| -- | -------------------------------------------------- | ---------------- | ------------ |
| 1. | «Young Blues»                                      | Larry Young      | 6:28         |
| 2. | «A Midnight Angel»                                 | Morris Bailey    | 2:24         |
| 3. | «African Blues»                                    | Larry Young      | 4:55         |
| 4. | «Little White Lies» (Только на CD)                 | Walter Donaldson | 4:15         |
| 5. | «Minor Dream» (Другое название пьесы - «Flickers») | Ray Draper       | 5:03         |
| 6. | «Something New, Something Blue»                    | Larry Young      | 7:25         |
| 7. | «Nica's Dream»                                     | Horace Silver    | 6:39         |

## Участники
- Ларри Янг — орган
- Торнел Шварц — гитара
- Венделл Маршалл — контрабас
- Джимми Смит — ударные